# Orthopristis
Orthopristis (Girard, 1858) è un genere di pesci ossei marini e d'acqua salmastra appartenenti alla famiglia Haemulidae.

## Distribuzione e habitat
Questo genere è diffuso nelle acque tropicali, subtropicali e, limitatamente alla specie O. chrysoptera, temperate calde dell'oceano Atlantico occidentale e dell'oceano Pacifico orientale nelle acque americane. Due specie sono endemiche delle isole Galápagos e una del golfo di California.
Sono pesci strettamente costieri, vivono soprattutto su fondali sabbiosi a piccole profondità. Orthopristis chrysoptera e O. rubra penetrano nelle acque salmastre ma non tollerano salinità troppo ridotte.

## Descrizione
Sono pesci di taglia media. Orthopristis chrysoptera raggiunge 46 cm ed è la specie più grande.

## Biologia
Si cibano di invertebrati bentonici.

## Pesca
Alcune specie come O. chalceus, O. chrysoptera e O. rubra sono apprezzati come pesci da tavola e sono abbastanza importanti per la pesca.

## Tassonomia
Il genere comprende 7 specie:
- Orthopristis cantharinus
- Orthopristis chalceus
- Orthopristis chrysoptera
- Orthopristis forbesi
- Orthopristis lethopristis
- Orthopristis reddingi
- Orthopristis rubra